# Anna McGahan
Pour les articles homonymes, voir Anna et McGahan.
Anna McGahan, née le 2 mai 1988 à Brisbane, est une actrice, scénariste, réalisatrice et productrice australienne.

## Filmographie

### Comme actrice
- 2018 : Fur Baby (court métrage) : Colette
- 2018 : Picnic at Hanging Rock (mini-série) : Miss Greta McCraw (6 épisodes)
- 2017 : The Doctor Blake Mysteries: Family Portrait (téléfilm) : Rose Anderson
- 2016-2017 : The Doctor Blake Mysteries (série télévisée) : Rose Anderson (16 épisodes)
- 2017 : Project Eden: Vol. I : Alice Lawson
- 2016 : Fancy Boy (série télévisée) : Rachel / Karen (2 épisodes)
- 2016 : Trolley (court métrage) : Anna
- 2016 : Spirit of the Game : Elspeth
- 2016 : The Kettering Incident (série télévisée) : Gillian Baxter / Dr Colleen McKay
- 2014 : Anzac Girls (mini-série) : Olive Haynes (6 épisodes)
- 2012-2014 : House Husbands (série télévisée) : Lucy (34 épisodes)
- 2012 : Gingers (court métrage) : Ginge
- 2012 : Reef 'n' Beef : Daisy
- 2012 : Scratch (court métrage) : Lola
- 2012 : The Mystery of a Hansom Cab (téléfilm) : Rosanna Moore / The Queen
- 2012 : 100 Bloody Acres : Sophie
- 2012 : Undertow (téléfilm) : Newlywed
- 2012 : Miss Fisher's Murder Mysteries (série télévisée) : Miss Prout
- 2011 : A Little Bit Behind (court métrage) : Jen
- 2011 : The Boys' Place (série télévisée) : Jane Alexander
- 2011 : Underbelly (série télévisée) : Nellie Cameron (13 épisodes)
- 2011 : Spirited (série télévisée) : Penelope (5 épisodes)
- 2011 : Rescue Special Ops (série télévisée) : Tegan Reid
- 2010 : Lance Johnson in Person (court métrage) : Abby
- 2009 : Maligayang Pasko (court métrage)
- 2009 : BiPolar (court métrage) : Mopsy

### Comme scénariste
- 2018 : Fur Baby (court métrage)
- 2012 : Gingers (court métrage)

### Comme réalisatrice
- 2009 : Maligayang Pasko (court métrage)

### Comme monteuse
- 2009 : Maligayang Pasko (court métrage)

### Comme productrice
- 2018 : Fur Baby (court métrage)